# Дружба (Криничанский район)
Дружба (укр. Дружба) — село,
Дружбовский сельский совет,
Криничанский район,
Днепропетровская область,
Украина.
Код КОАТУУ — 1222082301. Население по переписи 2001 года составляло 570 человек.

## Географическое положение
Село Дружба находится на расстоянии в 0,5 км от сёл Червоный Став и Мирное.
По селу протекает пересыхающий ручей с запрудой.
Рядом проходит автомобильная дорога М-04 (E 50).

## История
- В 1946 г. хутор №26/4 переименован в Дружбу[2].

## Экономика
- «Прогресс», ООО.
- «Дружба», ООО.

## Объекты социальной сферы
- Школа.